# Trans-Atlantyk
Trans-Atlantyk – powieść Witolda Gombrowicza wydana w 1953 w Paryżu przez Instytut Literacki (w jednym woluminie z dramatem Ślub). Na terenie Polski po raz pierwszy została wydana 4 lata później (1957) przez Spółdzielnię Wydawniczą „Czytelnik”.

## Geneza
W 1936 roku armator Gdynia–Ameryka Linie Żeglugowe uruchomił liniowe połączenie z Gdyni do portów w Ameryce Południowej; 29 lipca 1939 w swój rejs dziewiczy wyruszył z Gdyni motorowy transatlantyk Chrobry. Jednym z gości zaproszonych przez GAL do wzięcia w nim udziału był właśnie Witold Gombrowicz. Statek dopłynął do Buenos Aires 21 sierpnia 1939, a kiedy kilka dni później odpływał do Europy, pisarz odmówił powrotu. Pierwsze lata pobytu na emigracji upłynęły pod znakiem osamotnienia i biedy. Te osobiste przeżycia autora posłużyły mu (w formie groteskowej stylizacji) za kanwę powieści.

## Czas i miejsce akcji
Akcja rozgrywa się w Argentynie w ostatnich dniach sierpnia i we wrześniu 1939 roku. W tle zdarzeń fabularnych pojawiają się wiadomości o wojnie. Poszczególne sceny mają miejsce w salach Poselstwa Polskiego (ambasady), w mieście Buenos Aires lub jego okolicach.

## Problematyka
Narrator, a zarazem główny bohater powieści, nazywa się tak samo jak autor: Witold Gombrowicz. Motywy autobiograficzne przeplatają się tutaj z wytworami fantazji, a całość, tragikomiczna w tonacji, zyskuje cechy groteski. Pisarz przedstawia karykaturalny wizerunek polskiej emigracji, poprzez którą ukazuje polską mentalność i sprawy, którymi krajowa literatura żyła od ponad półtora wieku.
Sam Gombrowicz określił Trans-Atlantyk jako polemikę z Panem Tadeuszem (1834) Adama Mickiewicza, co można rozumieć jako spór z całą tradycyjnie rozumianą polskością przejawiającą się w sarmatyzmie (odczytanym jednak karykaturalnie) i ukształtowanym w romantyzmie sposobem postrzegania świata (znowu jednak rozpoznanym stereotypowo). Świadczy o tym również stylizacja językowa na Pamiętniki (1836) Jana Chryzostoma Paska, użyta jednak w funkcji parodystycznej.
Powieść, kontynuując motyw Ferdydurke (1937), była gombrowiczowskim manifestem niezależności od krępującej formy – m.in. polskiej, a jednocześnie głównym utworem Gombrowicza poświęconym całkowicie problematyce polskości. Mimo barokowego stylu Paska, jest ona bardzo silnie umiejscowiona w tradycji krytyki wad narodowych Ignacego Krasickiego. Ale idzie dalej niż satyra księcia biskupa – gombrowiczowski styl jest groteskowo-bluźnierczy, nie oszczędzający żadnych narodowych „świętości” i kanonów.
Jan Winczakiewicz napisał: „Jest to powieść genialna i bluźniercza.... Polski patriotyzm i twórczość Gombrowicza mają wspólną cechę: przekorę”.
W Trans-Atlantyku ukazane zostaje napięcie między doświadczeniem jednostkowym a przymusami wynikającymi przede wszystkim z patriotyzmu i z polskiej tradycji. Jednocześnie ośmieszone zostaje środowisko polskie (poselstwo i Polacy osiedleni w Argentynie), w którym chętnie powtarzane są patetycznie i dumnie brzmiące hasła, a tak naprawdę rządzi w nim prywata. Patriotycznemu kultowi „Ojczyzny” (uosabia ją „omszały” stary Tomasz) narrator przeciwstawił fascynację „Synczyzną” (reprezentuje ją piękny Ignacy, syn Tomasza, który staje się obiektem namiętności Gonzala, argentyńskiego homoseksualisty). Opozycja Ojczyzna-Synczyzna jest więc między innymi opozycją między krępującymi jednostkę zbiorowymi przymusami a wyzwoleniem, jakie daje poddanie się własnym pragnieniom i namiętnościom. Paradoks tradycyjnie rozumianego patriotyzmu polega zdaniem Gombrowicza na tym, że tylko człowiek autentycznie wolny (a więc bez tradycyjnych przymusów etycznych) może być dobrym Polakiem, a żeby być autentycznie wolny, musi uwolnić się od patriotycznego przymusu. Gombrowicz pisał o tym wielokrotnie w Dzienniku (1957–1966).

## Poetykautworu
Trans-Atlantyk został naszpikowany idiomami, przysłowiami i aforyzmami w stylu baroku (wzorem stała się proza Paska) i romantyzmu (wzorem gatunkowym stała się gawęda romantyczna). Przebogaty jest język powieści:
- zabiegi fonetyczne np. „tyż” zamiast „też”
- archaizmy fleksyjne np. „kroka dać”
- powtarzalność pewnych rytuałów np. „(...) Róbże sam co uważasz (tu palcami kręci), albo i nie uważasz (i palcami kręci), bo już głowa twoja w tym (znów palcami kręci), żeby cię co Złego nie spotkało, albo i spotkało (i znów kręci)”
- wielkie litery przy wyrazach pospolitych np. „Najdziwniejszy to chyba człowiek był, jakiego ja w życiu spotkałem, bo chudy, drobny, od Bladaczki, której w dzieciństwie się nabawił bardzo Blady (...) a nieraz łapu capu Krzyknie albo i ucichnie.”